# Bowman River
Der Bowman River ist ein Fluss im Osten des australischen Bundesstaates New South Wales.
Er entspringt im Bowman State Forest nordöstlich des Barrington-Tops-Nationalparks. Von dort fließt er nach Osten und mündet bei der Siedlung Tugrabakh, nördlich der Stadt Gloucester, in den Gloucester River.
Am Oberlauf befindet sich die Kleinstadt Upper Bowman.